# 2V Media
«2V Media» (до января 2023 года — «Сту́дия 2В», до августа 2000 года — «Ви́део Интерне́шнл») — телекомпания, производящая программы, сериалы и полнометражные фильмы для различных каналов.

## История
Начало деятельности творческой бригады «2В» следует связывать с концом 1991 года, когда у основателя и руководителя рекламного агентства «Video International» Михаила Лесина появились планы на создание адаптации американской телепередачи «America’s Funniest Home Videos» (с англ. — «Самое смешное видео Америки») — «Сам себе режиссёр». Телепередачи производились для ключевых партнёров «Video International» — телеканалов РТР и НТВ. «Устами младенца», «Своя игра» и «Сто к одному» стали одними из первых передач на российском телевидении, официально приобретённых по иностранной лицензии. Поскольку творческая группа «Video International» в то время располагалась в здании агентства «РИА Новости» на Зубовском бульваре, был произведён ряд проектов совместно с этим агентством: канал «Деловая Россия» (где возникли «Диалоги о животных»), передача «Раз в неделю» и прочее.
В августе-октябре 1997 года был основан продюсерский центр «Видео Интернешнл», входивший в группу компаний «Video International». Сначала центр возглавлял Кирилл Легат, затем его сменил Александр Гуревич. В мае 2000 года произошло слияние продюсерского центра «Видео Интернешнл» и студии Тиграна и Давида Кеосаянов «Голд Вижн». Так появилась «Студия 2В» (из названий компаний взяты слова «Видео» и «Вижн»), которая стала производить программы отдельно от «Video International».
Первым генеральным директором образованной «Студии 2В» стала Татьяна Воронович (в 1993—1998 годах — руководитель службы кинопоказа телеканала ТВ-6, в 1999—2000 годах — генеральный продюсер проекта РТР «Русская серия»). В данной должности она стала отвечать за сериальное направление компании (чего студия ранее не производила), её заместителем стал Давид Кеосаян, в то время как за телевизионные проекты продолжал отвечать Александр Гуревич.
В 2003 году в компанию вернулся Павел Корчагин, ранее занимавший должность главного продюсера телеканала «Россия». Весной 2004 года Воронович, братья Кеосаяны и многие другие сотрудники «2В», снимавшие телесериалы, покинули компанию и перешли в основанную Воронович студию «Арт-Базар». В 2006 году должность художественного руководителя телепроизводства была упразднена, после чего число телевизионных проектов «2В» уменьшилось.
Программы и сериалы компании неоднократно становились номинантами и лауреатами премий ТЭФИ, «Золотой Остап», «Овация» и других.
В разное время компания сотрудничала со многими телеканалами, правообладателями и иными производящими компаниями, в том числе «Леан-М» и «Junior TV» (её учредителем «2В» являлась до 2007 года).
В 2011 году совместно с компанией «Новый выбор» был запущен телеканал любительских видеороликов «TVCAM». Он просуществовал всего несколько месяцев и был закрыт в апреле 2012 года.
В январе 2014 года компанию возглавила её финансовый директор Екатерина Швейко. Павел Корчагин покинул «2В», став директором некоммерческого партнёрства «Комитет индустриальных телевизионных премий», но спустя год вернулся в компанию, став председателем её совета директоров.

## Программы собственного производства
Жирным шрифтом в разделе название программы выделены действующие передачи.
| Название программы                                                     | Даты выпуска                     | Канал                                                                                          | Ведущий | Жанр |
| ---------------------------------------------------------------------- | -------------------------------- | ---------------------------------------------------------------------------------------------- | --- | --- |
| Сам себе режиссёр                                                      | 14 января 1992—22 декабря 2019   | РТР/Россия/Россия-1                                                                            | Алексей Лысенков | развлекательная программа |
| Устами младенца                                                        | 4 сентября 1992—4 декабря 2022   | РТР/Россия-1 (1992—1997, 1999—2000, 2020—2022), НТВ (1997—1998, 2016—2018), Disney (2013—2014) | Александр Гуревич (1992—2000), Максим Виторган (2013—2014), Алексей Кортнев (2016—2017), Александр Олешко (2017—2018), Ольга Шелест (2020), Евгений Рыбов (2020—2022) | детская телеигра |
| Своя игра                                                              | 7 апреля 1994—настоящее время    | РТР (1994—1997), НТВ (1997—1999, с 2001), ТВ-6 (2000)                                          | Пётр Кулешов | телеигра |
| Деловая Россия                                                         | 21 ноября 1994—28 марта 1997     | РТР                                                                                            | Пётр Кулешов и др. | дневной деловой канал |
| Диалоги о животных                                                     | 21 ноября 1994—21 января 2017    | РТР/Россия/Россия-1                                                                            | Иван Затевахин | программа о животных |
| Врача вызывали?                                                        | 21 ноября 1994—30 марта 1997     | РТР                                                                                            | Елена Малышева | медицинская программа |
| Великолепная семёрка                                                   | 6 января—30 июня 1995            | НТВ                                                                                            | Сергей Белоголовцев, Роман Фокин | командная телеигра |
| Сто к одному                                                           | 8 января 1995 — настоящее время  | НТВ (1995—1996), МТК (1997), ТВ Центр (1997—1998), РТР/Россия/Россия-1 (с 1998)                | Александр Гуревич (1995—2022), Александр Акопов (с 2022) | телеигра |
| Нос                                                                    | 12 января 1995—21 марта 1996     | РТР                                                                                            | Алексей Лысенков | юмористический тележурнал |
| Раз в неделю                                                           | 18 июля—24 декабря 1996          | РТР                                                                                            | — | юмористическая программа |
| Дорогая редакция                                                       | 5 августа 1996—28 марта 1997     | РТР                                                                                            | Евгений Кочергин, Наталья Кириллова, Пётр Кулешов | информационная программа |
| Хобби                                                                  | 23—30 ноября 1996                | НТВ                                                                                            | Ираклий Амбаров | программа об увлечениях человека |
| Компьютер (с 1 декабря 1997 по 20 февраля 1998 года — «Киберкультура») | 25 ноября 1996—26 февраля 1999   | НТВ (1996—1997), РТР (1997, 1998—1999), Культура (1997—1998)                                   | Екатерина Степанова (1996—1997), Людмила Савватеева (1997—1999) | программа о компьютерных играх |
| Добрый вечер                                                           | 13 января—29 декабря 1997        | РТР                                                                                            | Игорь Угольников | late night шоу |
| С добрым утром                                                         | 31 марта—4 июля 1997             | РТР                                                                                            | Александр Гуревич | информационная программа |
| Лестница в небо                                                        | 17 сентября—11 декабря 1997      | РТР                                                                                            | Марина Хлебникова | конкурс вокальных исполнителей |
| Слабо?!                                                                | 19 сентября 1997—1 октября 1998  | РТР                                                                                            | Игорь Юраш, Максим Виторган | развлекательная программа |
| Два рояля                                                              | 2 сентября 1998—1 июня 2005      | РТР/Россия (1998—2001, 2002—2003), ТВЦ (2004—2005)                                             | Сергей Минаев (1998—2001, 2004—2005), Валерий Сюткин (2002—2003) | музыкальная телеигра |
| Добро пожаловать!                                                      | 5 сентября—31 октября 1998       | НТВ                                                                                            | Александр Гуревич | семейная телеигра |
| ТВ-Бинго шоу                                                           | 16 сентября 2000—25 декабря 2005 | РТР/Россия                                                                                     | Владимир Маркин, Ксения Алфёрова (2000—2001); Александр Пономаренко, Валерий Пономаренко (2001)                                                                       | всероссийская лотерея |
| Я знаю всё!                                                            | 15 октября 2000—19 января 2002   | ТВ-6                                                                                           | Владимир Долинский (позже — Пётр Кулешов), Лиза Олиферова (2000—2001); Борис Бим-Бад, Тина Канделаки (2001—2002)                                                      | телеигра |
| Большой вопрос                                                         | 18 мая—26 августа 2001           | РТР                                                                                            | Александр Гуревич | развлекательное шоу |
| Лёгкий жанр                                                            | 6 октября 2002—23 февраля 2003   | Культура                                                                                       | Александр Гуревич | музыкальная программа |
| Один за всех                                                           | 8 декабря 2002—26 января 2003    | НТВ                                                                                            | Мария Винарская | телеигра |
| Короткое замыкание                                                     | 24 марта 2003—2 июля 2004        | Россия                                                                                         | Фёдор Павлов-Андреевич, позже — Антон Комолов | ток-шоу |
| Вторая половина                                                        | 6 сентября—31 октября 2003       | Россия                                                                                         | Игорь Николаев, Владимир Долинский | реалити-шоу |
| Документальная камера                                                  | 17 октября 2003—26 июня 2006     | Культура                                                                                       | Андрей Шемякин | документальная программа |
| Кинодвижение                                                           | 21 ноября 2003—30 июня 2004      | Первый канал                                                                                   | | программа о кино |
| Мой толстый противный жених                                            | 5 октября—26 ноября 2004         | ДТВ-Viasat                                                                                     | | реалити-шоу |
| Игры разума                                                            | 3 января—12 августа 2005         | НТВ                                                                                            | Пётр Кулешов (за кадром) | телеигра |
| Звёзды сериалов собирают друзей                                        | 23 февраля и 7 марта 2005        | НТВ                                                                                            | | праздничные концерты |
| Цена удачи                                                             | 11 сентября 2005—25 июня 2006    | НТВ                                                                                            | Борис Смолкин (позже — Антон Комолов), Пётр Кулешов (за кадром) | телеигра |
| Фабрика мысли. Идея для России                                         | 18 марта—12 июня 2007            | ТВ Центр                                                                                       | Николай Сердцев | научная программа |
| Куклы против                                                           | 24 февраля и 15 марта 2008       | РЕН ТВ                                                                                         | Захар Бестактный | юмористическое ток-шоу |
| Любовные игры                                                          | 9 апреля—17 мая 2012             | MTV Россия                                                                                     | Анастасия Задорожная | телеигра |
| Человек против мозга                                                   | 18 января—12 февраля 2016        | Че                                                                                             | Виктор Васильев | телеигра |
| Живые истории                                                          | 28 января 2017—8 сентября 2018   | Россия-1                                                                                       | Иван Затевахин | программа о животных |
| Диалоги о животных. Московский зоопарк                                 | 24 сентября 2017—23 декабря 2018 | Россия-Культура                                                                                | Иван Затевахин | документальная программа |
| Диалоги о животных. Лоро Парк. Тенерифе                                | 3 февраля—22 декабря 2019        | Россия-Культура                                                                                | Иван Затевахин | документальная программа |
| Всемирные игры разума (с 18 марта 2023 года — «Игры разумов»)          | 8 февраля 2019—17 августа 2025   | Мир (2019—2023), НТВ (2023—2025)                                                               | Пётр Кулешов (за кадром) | телеигра |
| Диалоги о животных. Зоопарки Чехии                                     | 2 февраля—24 мая 2020            | Россия-Культура                                                                                | Иван Затевахин | документальная программа |
| Слабое звено                                                           | 14 февраля 2020—13 января 2023   | Мир                                                                                            | Мария Киселёва | телеигра |
| Знаем русский (с 24 октября 2020 года — «Игра в слова»)                | 29 августа 2020—29 мая 2021      | Мир                                                                                            | Сергей Фёдоров (2020), Антон Комолов (2021) | телеигра для людей из разных стран |
| Диалоги о животных. Зоопарк Ростова-на-Дону                            | 20 сентября—27 декабря 2020      | Россия-Культура                                                                                | Иван Затевахин | документальная программа |
| Диалоги о животных. Сафари Парк в Геленджике                           | 7 февраля—30 мая 2021            | Россия-Культура                                                                                | Иван Затевахин | документальная программа |
| Диалоги о животных. Новосибирский зоопарк                              | 5 сентября—19 декабря 2021       | Россия-Культура                                                                                | Иван Затевахин | документальная программа |
| Диалоги о животных. Зоопарк Нижнего Новгорода «Лимпопо»                | 6 февраля—22 мая 2022            | Россия-Культура                                                                                | Иван Затевахин | документальная программа |
| Диалоги о животных. Калининградский зоопарк                            | 4 сентября—4 декабря 2022        | Россия-Культура                                                                                | Иван Затевахин | документальная программа |
| Диалоги о животных. Ташкентский зоопарк                                | 5 февраля—21 мая 2023            | Россия-Культура                                                                                | Иван Затевахин | документальная программа |
| На выход!                                                              | 8 марта—15 июня 2023             | СТС                                                                                            | Мария Киселёва | телеигра, вольная интерпретация формата «The Weakest Link», который ранее был адаптирован в России под названием «Слабое звено»        |
| Взрослым не понять                                                     | 20 мая—7 августа 2023            | СТС                                                                                            | Антон Шастун | детская телеигра, вольная интерпретация формата «Child's Play», который ранее был адаптирован в России под названием «Устами младенца» |
| Диалоги о животных. Государственный зоологический парк Удмуртии        | 3 сентября—10 декабря 2023       | Россия-Культура                                                                                | Иван Затевахин | документальная программа |
| Диалоги о животных. Минский зоопарк                                    | 4 февраля—19 мая 2024            | Россия-Культура                                                                                | Иван Затевахин | документальная программа |
| Диалоги о животных. Казанский зооботсад                                | 8 сентября—8 декабря 2024        | Россия-Культура                                                                                | Иван Затевахин | документальная программа |
| Диалоги о животных. Алматинский зоопарк                                | 2 февраля—18 мая 2025            | Россия-Культура                                                                                | Иван Затевахин | документальная программа |

### Программы совместного производства со студией «Junior TV»
| Название программы | Даты выпуска                  | Канал | Ведущий                                                                         | Жанр                |
| ------------------ | ----------------------------- | ----- | ------------------------------------------------------------------------------- | ------------------- |
| Ты — супермодель   | 27 марта 2004—22 декабря 2007 | СТС   | Фёдор Бондарчук (2004—2005), Александр Цекало (2006), Светлана Бондарчук (2007) | реалити-шоу         |
| Кандидат           | 31 июля 2005—29 октября 2006  | ТНТ   | Аркадий Новиков, Владимир Потанин (посезонно)                                   | деловое реалити-шоу |

## Сериалы
| Название фильма                                                       | Даты выпуска                    | Канал        | Жанр                             |
| --------------------------------------------------------------------- | ------------------------------- | ------------ | -------------------------------- |
| С новым счастьем! 2. Поцелуй на морозе                                | 7—16 февраля 2001               | РТР          | лирическая мелодрама             |
| Любовь. RU                                                            | 19 февраля—7 марта 2001         | РТР          | мелодрама                        |
| Мужская работа                                                        | 26 ноября 2001—12 октября 2002  | НТВ и ТВС    | военный детектив, боевик         |
| Марш Турецкого (2-3 сезоны)                                           | 18 декабря 2001—9 октября 2003  | РТР/Россия   | детектив                         |
| Леди Бомж / Леди Босс / Леди Мэр                                      | 24 января 2002—17 марта 2003    | РТР/Россия   | авантюрная драма                 |
| Кодекс чести                                                          | 27 января 2003—12 декабря 2014  | НТВ          | боевик                           |
| Русские амазонки                                                      | 2 апреля 2003—29 января 2004    | Россия       | комедия                          |
| Главные роли                                                          | 28 мая—19 июня 2003             | Россия       | мелодрама                        |
| Возвращение Мухтара (позже — «Мухтар. Новый след»)                    | 12 января 2004—16 сентября 2019 | Россия и НТВ | детектив                         |
| Спас под берёзами                                                     | 26 января—12 февраля 2004       | Россия       | мелодрама                        |
| Ключи от бездны, или По ту сторону волков-2                           | 5—22 апреля 2004                | Россия       | мистический триллер              |
| Огнеборцы                                                             | 17 мая—11 июня 2004             | Россия       | детектив                         |
| Операция «Цвет нации»                                                 | 26 мая—16 июня 2004             | СТС          | боевик                           |
| Ландыш серебристый 2                                                  | 11 января—2 февраля 2005        | НТВ          | мелодрама                        |
| Джек-пот для Золушки                                                  | 14—25 февраля 2005              | СТС          | современная сказка               |
| Любовница                                                             | 21—25 февраля 2005              | Россия       | детектив                         |
| Верёвка из песка                                                      | 30 мая—9 июня 2005              | Первый канал | приключенческий детектив         |
| Счастье ты моё                                                        | 24 октября—3 ноября 2005        | Россия       | мелодрама                        |
| Тёмный инстинкт                                                       | 10—20 апреля 2006               | НТВ          | психологический триллер          |
| Не было бы счастья…                                                   | 14 января 2007                  | СТС          | комедийный детектив              |
| Пантера                                                               | 6 марта—3 апреля 2007           | РЕН ТВ       | приключенческий детектив         |
| Закон и порядок (Отдел оперативных расследований / Преступный умысел) | 12 марта 2007—30 сентября 2011  | НТВ          | детектив                         |
| Агентство «Алиби»                                                     | 23 июля—22 ноября 2007          | ДТВ          | комедийный детектив              |
| Дар Божий                                                             | 4—13 марта 2008                 | Россия       | мелодрама                        |
| Раскрутка                                                             | 2010                            |              | детективно-психологическая драма |
| Последняя минута                                                      | 16 января—6 октября 2011        | РЕН ТВ       | триллер, комедия, драма          |
| Спецкор отдела расследований                                          | 9—18 февраля 2011               | КТК          | детектив                         |
| Наш космос                                                            | 11—14 апреля 2011               | НТВ          | документальная драма             |
| 1942                                                                  | 2—5 мая 2011                    | Интер        | военная драма                    |
| Русская наследница                                                    | 28—29 января 2012               | Украина      | мелодрама                        |
| Мститель                                                              | 26 января 2014                  | НТВ          | боевик                           |
| Турецкий транзит                                                      | 11—13 марта 2014                | Россия-1     | мелодрама                        |
| Двойная сплошная                                                      | 9 ноября 2015—10 марта 2017     | Домашний     | мелодрама                        |
| Напарницы                                                             | 14—29 марта 2016                | Домашний     | детектив                         |
| Мама                                                                  | 19—22 ноября 2018               | Домашний     | мелодрама                        |
| В одну реку дважды                                                    | 16 апреля 2020                  | Домашний     | мелодрама                        |
| Катя и Блэк                                                           | 11—21 мая 2020                  | Первый канал | детектив                         |
| Пропасть между нами                                                   | 14 октября 2020                 | Домашний     | мелодрама                        |
| Ирония любви                                                          | 19 октября 2020                 | Домашний     | мелодрама                        |
| Механика любви                                                        | 15 марта 2021                   | Домашний     | мелодрама                        |
| В тихом омуте                                                         | 17 марта 2021                   | Домашний     | мелодрама                        |
| Цена ошибки                                                           | 17 сентября 2021                | Домашний     | мелодрама                        |
| Павлин, или Треугольник в квадрате                                    | 27 октября 2021                 | Домашний     | мелодрама                        |
| Придуманное счастье                                                   | 28 октября 2021                 | Домашний     | мелодрама                        |
| Любовь зла                                                            | 23 ноября 2022                  | Домашний     | мелодрама                        |
| Между нами выпал снег                                                 | 24 ноября 2022                  | Домашний     | мелодрама                        |
| Тонкая линия жизни                                                    | 9 февраля 2023                  | Домашний     | мелодрама                        |
| Маленькая тайна, большая ложь                                         | 13 февраля 2023                 | Домашний     | мелодрама                        |
| РэмбО                                                                 | 23 апреля—3 декабря 2023        | РЕН ТВ       | боевик, детектив                 |
| Когда спадёт пелена                                                   | 24 апреля 2023                  | Домашний     | мелодрама                        |
| 8 лет в ожидании любви                                                | 5 октября 2023                  | Домашний     | мелодрама                        |
| Супермама для Казановы                                                | 2 ноября 2023                   | Домашний     | мелодрама                        |
| Бокал вина и апельсины                                                | 28 февраля 2024                 | Домашний     | мелодрама                        |
| Огонь в моей душе                                                     | 24 сентября 2024                | Домашний     | мелодрама                        |
| Лидия и Ландыш                                                        | 28 и 29 октября 2024            | Домашний     | мелодрама                        |
| Женщина без опыта                                                     | 2 и 3 апреля 2025               | Домашний     | мелодрама                        |
| Ключ от чужой жизни                                                   | 16 и 17 апреля 2025             | Домашний     | мелодрама                        |

## Документалистика собственного производства
| Название фильма        | Даты выпуска                | Закадровый голос                 | Канал           | Жанр                                                                           |
| ---------------------- | --------------------------- | -------------------------------- | --------------- | ------------------------------------------------------------------------------ |
| Менты. Очная ставка    | 2 сентября 2004             | —                                | Первый канал    | Фильм о создании сериала «Улицы разбитых фонарей»                              |
| Дуэль разведок         | 3 октября 2004—30 июня 2005 | Александр Яцко, Сергей Чонишвили | Россия          | Многосерийный цикл о сравнении работы контрразведок СССР и других государств   |
| Роковое решение        | 14 декабря 2004             | Александр Яцко                   | Россия          | Об Аркадии Шевченко и его просьбе о предоставлении политического убежища в США |
| Дунаевские. Три судьбы | 30 января 2006              | Ольга Зубкова, Виктор Сухоруков  | Первый канал    | Биография                                                                      |
| Под двумя небесами     | 17 мая 2025                 | Сергей Чонишвили                 | Россия-Культура | Художественно-документальный фильм с применением синхронного плавания          |

## Награды
- В 1998 году программа «Сам себе режиссёр» получила премию ТЭФИ в номинации «Развлекательная программа».
- В 2002 году телеигра «Сто к одному» получила премию ТЭФИ в номинации «Телевизионная игра».
- В 2003 году телеигра «Своя игра» получила премию ТЭФИ в номинации «Телевизионная игра».
- В 2004 году фильм «Вертов и Рифеншталь» из цикла «Документальная камера» получил премию ТЭФИ в номинации «Программа об искусстве (цикловая)».
- В 2005 году телеигра «Своя игра» получила премию ТЭФИ в номинации «Ведущий телевизионной игры» (Пётр Кулешов).
- В 2015 году телеигра «Своя игра» получила премию ТЭФИ в номинации «Телеигра».
- В 2015 году телесериал «Возвращение Мухтара» получил премию ТЭФИ в номинации «Теленовелла».
- В 2017 году телеигра «Своя игра» получила премию ТЭФИ в номинации «Телеигра».
- В 2023 году телеигра «Сто к одному» получила премию ТЭФИ в номинации «Телевизионная игра».